# São José (Mé-Zóchi)
Pour les articles homonymes, voir São José.
São José (ou São José Trindade) est une localité de Sao Tomé-et-Principe située au nord de l'île de São Tomé, dans le district de Mé-Zóchi. C'est une ancienne roça.

## Population
Lors du recensement de 2012, 286 habitants y ont été dénombrés.

## Roça
Cette roça-terreiro proche de Monte Café est assez délabrée.